# Milan Horvat
Milan Horvat (* 28. Juli 1919 in Pakrac, Staat der Slowenen, Kroaten und Serben (heute Kroatien); † 1. Januar 2014 in Innsbruck) war ein kroatisch- bzw. jugoslawisch-österreichischer Dirigent und Dirigierlehrer. Er gehörte zu den bedeutendsten Dirigenten seines Landes und war ein Förderer der zeitgenössischen Musik. Von 1969 bis 1975 wirkte er als Chefdirigent des ORF-Symphonieorchesters in Wien. Ehrendirigate erhielt er von der Zagreber Philharmonie und dem  Orchestre de Chambre de Lausanne.

## Leben
Horvat studierte nach dem Abitur Rechtswissenschaften (Promotion) an der Universität Zagreb sowie Klavier bei Melita Lorković und Svetislav Stančić, Dirigieren bei Milan Sachs und Fritz Zaun und Komposition bei Zlatko Grgošević an der Zagreber Musikakademie (1939–1946). Darüber hinaus lernte er u. a. bei Igor Markevitch.
Danach begann er seine berufliche Laufbahn als Pianist und Chorleiter, so wurde er 1945 Leiter des Rundfunkchors. Von 1946 bis 1953 und von 1958 bis 1969 war er Chefdirigent des Philharmonischen Orchesters in Agram (Zagreb); 1985 wurde er Ehrendirigent auf Lebenszeit. 1953 übernahm er den Posten des Chefdirigenten des Radio Éireann Symphony Orchestra in Dublin, Irland. In dieser Zeit spielte er mit dem Orchester Werke irischer Komponisten wie Bodley, Duff, Kelly, Larchet und Potter ein. Von 1958 bis 1965 war er Chefdirigent am Zagreber Opernhaus. Er verantwortete mehrere Premieren vor allem von jugoslawischer Musik (Bjelinski, Devčić, Kelemen, Malec, Wellesz u. a.) und war als Gastdirigent in Europa und den USA tätig. Auch war er für die jugoslawische Erstaufführung von Brittens War Requiem zuständig. 1965 wurde er Musikdirektor des Dubrovnik Sommerfestival.
Von 1969 bis 1975 war Horvat Chefdirigent des neugegründeten ORF-Symphonieorchesters in Wien, das zunächst seinen Schwerpunkt auf Neue Musik legte. Mit jenem gab er das erste Konzert im Funkhaus Wien. Im Wiener Musikverein trat er mit dem ORF-Symphonieorchester, dem Tonkünstler-Orchester Niederösterreich und den Wiener Symphonikern auf und verantwortete mehrere Uraufführungen (Cerhas Spiegel IV, Pauers Konzert für Jazz- und Symphonieorchester, Berios Concerto) sowie österreichische (Pendereckis Fluorescences und Kosmogonia, Hartmanns Gesangsszene, Yuns Om mani padme hum, Haubenstock-Ramatis Symphonie K, Nonos Intolleranza-Suite, Gandinis Fantaisie-Impromptu II, Corals Magnificat) und konzertante Erstaufführungen (Burts Der Golem). Wiederholt gastierte er bei den Salzburger Festspielen, so brachte er 1974 Pendereckis Magnificat zur Uraufführung.
Ab 1975 war er Chefdirigent des Radiosymphonieorchesters Zagreb. Beim Grazer Musikprotokoll des Steirischen Herbstes 1977 führte er mit eben diesem Orchester Detonis 54 Kraja urauf. Von 1997 bis 2000 wirkte er als Chefdirigent beim Grazer Symphonischen Orchester. Horvat war Ehrendirigent des Orchestre de Chambre de Lausanne und ab 1981 ständiger Gastdirigent und Ehrenmitglied der
Slowenischen Philharmonie in Laibach. Er arbeitete mit berühmten Solisten wie Mstislav Rostropovich, David Oistrach, Yehudi Menuhin und Arturo Benedetti Michelangeli.
Zu seinen bekannteren Schallplattenaufnahmen gehören Hindemiths Symphonie Mathis der Maler und Sinfonien Schostakowitschs.
Im Jahr 1948 erhielt er eine Professur für Dirigieren an der Zagreber Musikakademie. Ab 1970 hielt er mehrmals Meisterkurse in Salzburg ab (Internationale Sommerakademie Mozarteum Salzburg). Von 1975 bis zu seiner Emeritierung 1989 leitete er eine Klasse für Dirigentenausbildung an der Hochschule für Musik und darstellende Kunst in Graz. Zu seinen Schülern gehörten u. a. Fabio Luisi, Johannes Kern, Günter Fruhmann, Fimčo Muratovski, Richard Hein, Michele Trenti, Miro Belamarić, Mladen Tarbuk und Gerhard Präsent.
Horvat war mit einer Ballerina und Choreographin verheiratet. Sein Teilnachlass befindet sich in der Sondersammlung der Universität für Musik und darstellende Kunst Graz.

## Auszeichnungen
- 1958: Milka-Trnina-Preis der Gesellschaft der kroatischen Musiker[7]
- 1986: Vladimir-Nazor-Preis des kroatischen Kulturministeriums
- 1997: Korrespondierendes Mitglied der Kroatischen Akademie der Wissenschaften und Künste[8]
- 1998: Auszeichnung der Stadt Zagreb[9]
- 1999: Großes Silbernes Ehrenzeichen für Verdienste um die Republik Österreich[10]
- 2004: Großes Goldenes Ehrenzeichen des Landes Steiermark
- 2005: Kroatischer Musikpreis Porin für sein Lebenswerk[11]